# Pokpuncha chu
El bokbunja ju es un fermentó coreano hecho de mora coreana (Rubus coreanus, pokpuncha en coreano; hangul: 복분자; hanja: 覆盆子) silvestre o cultivada. Se produce en el condado de Gochang (Jeolla del Norte), en Damyang (Jeolla del Sur) y en la isla de Jeju (Corea del Sur). Se elabora fermentando las moras con agua. Algunas variedades también contienen arroz y hierba jicho.
Es un fermentó de color rojo oscuro y moderadamente dulce. Tiene un contenido de entre 15 y 19% de alcohol por volumen, dependiendo de la marca. Se cree que es bueno para la salud y mejora el apetito sexual masculino. Se bebe a menudo en ocasiones especiales.
Desde 2008 los científicos de Corea del Sur han investigado formas de usar las semillas de bokbunja, que son un subproducto de la elaboración de bokbunja ju.